# هینگهام، نورفک
latitudeهینگهام، نورفکlongitudeهینگهام، نورفک
هینگهام، نورفک (به انگلیسی: Hingham, Norfolk) یک شهرک در بریتانیا است که در انگلستان واقع شده‌است.

## خصوصیات
هینگهام ۱۴٫۹۸ کیلومترمربع مساحت و ۲٬۰۷۸ نفر جمعیت دارد.